# Lista de primeiros-ministros de Malta
O Primeiro Ministro de Malta é a figura mais poderosa no governo de Malta, ainda que o presidente de Malta tenha um cargo superior. O primeiro-ministro é nomeado pelo Presidente, mas o presidente toma a decisão baseando-se na situação do parlamento maltês. O primeiro-ministro tem de contar com uma maioria de votos no parlamento para conseguir o mandato.
Doze pessoas ocuparam o cargo de Primeiro-ministro de Malta desde que criou-se o cargo em 1921. O cargo ficou vago no período entre 1933 e 1947 e entre 1958 e 1962.
| #             | Nome                            | Início do mandato | Fim do mandato | Partido                            |
| 1             | Joseph Howard                   | 1921              | 1923           | União Popular Maltesa              |
| 2             | Francesco Buhagiar              | 1923              | 1924           | União Popular Maltesa              |
| 3             | Ugo Pasquale Mifsud, 1° mandato | 1923              | 1927           | Partido Nacionalista               |
| 4             | Gerald Strickland               | 1927              | 1932           | Partido Constitucional             |
|               | Ugo Pasquale Mifsud, 2° mandato | 1932              | 1933           | Partido Nacionalista               |
| Cargo abolido |                                 |                   |                |                                    |
| 5             | Paul Boffa                      | 1947              | 1949           | Partido Trabalhista de Malta       |
|               | Paul Boffa (continuação)        | 1949              | 1950           | Partido dos Trabalhadores de Malta |
| 6             | Enrico Mizzi                    | 1950              | 1950           | Partido Nacionalista               |
| 7             | George Borg Olivier, 1° mandato | 1950              | 1955           | Partido Nacionalista               |
| 8             | Dom Mintoff, 1° mandato         | 1955              | 1958           | Partido Trabalhista de Malta       |
| Cargo abolido |                                 |                   |                |                                    |
|               | George Borg Olivier, 2° mandato | 1962              | 1971           | Partido Nacionalista               |
|               | Dom Mintoff, 2° mandato         | 1971              | 1984           | Partido Trabalhista de Malta       |
| 9             | Karmenu Mifsud Bonnici          | 1984              | 1987           | Partido Trabalhista de Malta       |
| 10            | Eddie Fenech Adami, 1° mandato  | 1987              | 1996           | Partido Nacionalista               |
| 11            | Alfred Sant                     | 1996              | 1998           | Partido Trabalhista de Malta       |
|               | Eddie Fenech Adami, 2° mandato  | 1998              | 2004           | Partido Nacionalista               |
| 12            | Lawrence Gonzi                  | 2004              | 2013           | Partido Nacionalista               |
| 13            | Joseph Muscat                   | 2013              | 2020           | Partido Trabalhista de Malta       |
| 14            | Robert Abela                    | 2020              | presente       | Partido Trabalhista de Malta       |